# Путовање намерника зоре
Путовање намерника зоре (eng. The Voyage of the Dawn Treader) је научно-фантастични авантуристички роман за децу енглеског писца К. С. Луиса из 1952. године, и представља пету књигу из серијала Летописи Нарније. И ово је једина књига у серијалу која нема главног негативца у причи.
Луис је, како сам наводи књигу посветио Џефрију Корбету, усвојеном сину Овена Барфилда, Луисовог велико пријатеља, учитеља и саветника.

## Прича
Двоје најмлађе деце Певенси породице, Луси и Едмунд бораве код свог рођака Јустаса Скраба док њихов старији брат Питер учи за испит са професором Кирком, а најстарија сестра Сузан борави у Америци где су на пропутовању.
Едмунд, Луси и Јустас су кроз слику брода која је висила у гостињској соби где је Луси боравила увучени у свет Нарније. Упадају у океан близу Намерника зоре, брода краља Каспијана и укрцавају се. 
Сем Каспијана на броду су и лорд Дринијан, капетан и Рајнс, његов први помоћник.
Мир је био успостављен три године пре тога, а Каспијан је кренуо у своју потрагу на коју се био обавезао и да ће годину дана и један дан да плови на исток како би пронашао седам изгубљених господара Нарније: Аргоза, Берна, Мавраморна, Октезијана, Рестимара, Ревилијана и Рупа. Каже им да је патуљка Трампкина оставио да води Нарнију у његовом одсуству као краљев намесник.
Луси и Едмунд су одушевљени својим повратком у Нарнију, док Јустас није јер се увек ругао својим рођацима на приче о алтернативним универзумима. Тад примећују да је на броду и Рипичип, миш који има могућност говора који је пошао како би нашао легендарну земљу Аслана која се по предању налази на крајњем истоку, на крају мора.
На путовању прво стижу до Усамљених острва, која су иницијално територија Нарније, али изоловани и ван свих главних путева, па на острву цвета трговина робљем, која је Нарнијским законом забрањена. Њих хвата трговац робљем и заробљава, са намером да их прода, али се испостави да је човек који их је заробио један од изгубљених господара Нарније, лорд Берн, који се ту преселио и оженио након што га је Мираз прогнао из Нарније. Кад Каспијан открије свој идентитет Берн га признаје за законитог краља, а Каспијан смењује Гумпаса, корумпираног и похлепног гувернера острва и поставља лорда Берна, кога именује војводом Усамљених острва и изјављује да је ропство забрањено и да су сви робови слободни. 
Након што олуја оштећује њихов брод током путовања пристају на једно ненасељено острво како би извршили неопходне поправке. Јустас да би избегао послове око поправке напушта групу, а кад невреме ухвати острво сакрива се у пећину мртвог змаја док прође невреме. Ту проналази змајево благо и буди се његова похлепа па пуни џепове златом и драгуљима и узима златну наруквицу. Пошто се олуја одужила он је задремао, али се док спава претвара у змаја. Кад се пробуди схвати да је донео лоше одлуке и да ће морати да исприча осталима шта је урадио. Они кад им исприча шта се десило успевају да призову Аслана како би га вратио у претходни облик, али су пре тога искористили његове предности како би уловио храну и пообарао дрвеће за обнову брода. Аслан га болним процесом враћа у првобитни облик и залечи у базену лековите воде. Након овог искуства Јустас постаје много боља особа, свеснија својих поступака. Проучавајући наруквицу коју је Јустас носио Каспијан схвата да је припадала једном од седам несталих господара, лорду Октезијану кога је или убио змај или који се преобразио у змаја као Јустас и умро од старости.
Након што су поново испловили брод напада џиновска морска змија која покушава да потопи брод, али успевају да се одбране. Следеће острво на које пристају изгледа ненасељено. Истраживањем острва у долини откривају базен поред ког налазе ствари које припадају једном од несталих господара, његов мач и верижњачу. Тад примећују златну статуу човека на дну базена и покушавају да измере дубину, али када Едмунд покуша конопцем да измери дубину конопац се претвори у злато. Након тога се враћају на брод, али не знају ког лорда су тачно пронашли. 
Следеће острво које посећују има јасне знаке цивилизације, покошени травњаци, пумпа за воду и двоспратна кућа, али не виде људе. Тад примећују кораке у песку како им се приближавају, али не виде људе. Невидљиви људи се представљају као племе Дафера којима влада чаробњак који живи на острву и који их је учинио невидљивим, али је он нестао и они инсистирају да Луси оде до чаробњакове куће како би поништила чаролију. Те вечери сви заједно вечерају и одмарају, а ујутру Луси одлази до куће. Тамо налази неке језиве окултне симболе и чаробњакову књигу. Она долази у искушење да употреби неке чаролије, али одолева томе и употребљава само чаролију да поништи невидљивост. Тад се појављује Аслан и упознаје је са чаробњаком Коријаркином који је такође постао видљив кад је поништила чаролију.
Коријакин каже Каспијану да се брод са четири лорда зауставио код њих на острво пре неколико година, а упоређујући лордове које је он срео са онима које су нашли до сад, Каспијан открива да је човек претворен у златну статуу лорд Рестимар. Ту се они опраштају и брод наставља путовање.
Након неког времена брод наилази на чудан црни облак који лебди изнад воде и они невољно одлучују да сазнају узрок томе и улазе у облак. Тамо не виде ништа сем мрака и у једном тренутку чују човека који вришти у даљини ког налазе и доводе на брод. Он им говори да се налазе на острву где се снови остварују и да нису нужно лепи, већ могу да буду и њигове најгоре ноћне море. Брод покушава да исплови из магле, али изгледа као да се врте у круг, а посада почиње да паничи и да чује звукове које препознају из својих најгорих снова. Тад Луси призива Аслана који шање белог албатроса који им показује пут из облака. Човек ког су спасили се представља као лорд Руп. Кад су се удаљили од црног облака он је нестао као да никад није ни постојао. 
Следеће острво које посећују је бајковито, брдовито острво са најлепшим плажама. Кад се искрцају на обалу примећују чистину окружену стубовима у чијем центру се налази велики камени сто пун са најукуснијом храном. За столом седе последна три нестала лорда који су утонули у зачарани сан. Каспијан, Луси, Едмунд, Јустас и Рипчип седе за столом целу ноћ и чекају да виде шта ће се догодити. Пред зору плава девојка у плавој хаљини им прилази и поздравља их и пожели добродошлицу за Асланов сто и пита зашто не једу. Кажу јој да мисле да су лордови заспали док су јели, а она им каже да је они никад нису ни пробали. Каспијан је пита како да разбије чини, а девојка му одговара да ће га њен отац научити.
Тад њен отац, старац сребрне косе који зрачи светлост излази иза брда и представља се као Раманду. Њих двоје се онда окрећу на исток и певају док сунце излази. Тад им причају да су се лордови свађали око тога да ли да плове даље на исток, да остану на острву, или да отплове назад кући. Кад је један од њих дотакао камени нож са стола остали су зачарани. Да би разбили чаролију морају да отпутују што даље на исток, на ивицу света и оставе неког члана посаде тамо. Лорда Рупа остављају ту пошто инсистира да остане да спава поред својих пријатеља, само без снова. 
Посада креће на исток до краја света и успут срећу и морске сирене које примећује само Луси, али не говори осталима. Вода већ постаје толико плитка да више није могуће путовање бродом, па у воду спуштају чамац. Каспијан каже да ће са Рипчипом отићи на крај света, али се посада противи, говорећи да краљ нема право да их напусти. Тад са Каспијаном разговара Аслан који се појављује и каже му да ће само Луси, Едмунд, Јустас и Рипчип да иду даље. Њих четворо док се брод враћа на острво код Рамандуа, чамцем плове наредна три дана и долазе до непрегледног поља белих локвања и убрзо долазе до места где је вода плитка за чамац и настављају пешака док не дођу до воденог зида који се пружа до неба и где вода иде на горе. Рипчип предпоставља да се иза зида налазе огромне зелене планине Асланове земље. Он у свом малом коракулу наставља да весла узводно и нестаје. Остали крећу на југ и наилазе на простране зелене равнице где се небо спушта до траве као стаклени плави зид. Ту упознају јагње које им нуди печену рибу, а затим се јагње претвара у Аслана. 
Он тад Едмунду и Луси каже да се никада више неће вратити у Нарнију и шаље их назад у њихов свет, објашњавајући да га тамо требају упознати под другим именом. 
Наратор даље помиње да су се четири лорда пробудила кад се Каспијан вратио на острво и да се оженио Рамандуовом ћерком и она постаје нарнијска краљица након што се сви безбедно врате назад у Нарнију. У људском свету сви примећују да се Јустас променио на боље и да није више она иста особа.

## Анализа настанка дела
Овај роман показује највећи утицај Луисовог ирског порекла јер подсећа доста на Имрам жанр бајки ирске књижевности.
Луис црпи инспирацију из средњовековног текста Путовање светог Брендана, ранохришћанског ирског светитеља, јасног примера Имрама. Луисови ликови скоро тачно прате радњу путовања Светог Брендана, испољавајући утицај класичне келтске бајке.
За разлику од описаних путовања у келтским причама, Намерник зоре путује на исток, а не на запад, зато што је Луис желео да ово означи као нове почетке и поновно рођење, за разлику од традиционалне конотације смрти и затварања повезаним са западом.
Роман такође карактерише Аслана као персонификацију Исуса због Аслановог појављивања у форми јагњета које се повезује са Исусом, у сличној сцени као Јеванђеље по Јовану зато што Аслан каже деци да постоји и у њиховом свету, само под другим именом и да су због тога доведени у Нарнију, да би га ако га мало познају овде боље упознали тамо.
Јустасова трансформација у змаја у присуству злата подсећа на судбину Фафнира, ковача из нордијске митологије.
У 13. поглављу Уликс у Дантеовом паклу детаљно парафразира једног од тројице лордова кад стигуну на Рамандуово острво.

## Филмска адаптација
Путовање намерника зоре је трећи наставак филмова из серијала Летописи Нарније Валден медиа компаније у режији Мајкла Аптеда. Глумачку екипу поред осталих чине и Тилда Свинтон, Бен Барнс, Вил Полтер, као и Лијам Нисон. 